# Härti

Karte des Quartiers

Härti ist ein Quartier der Stadt Winterthur. Zusammen mit den Quartieren Weinberg, Oberfeld, Lindenplatz, Niederfeld, Neuburg, Hardau und Taggenberg gehört es zum Kreis 6 (Wülflingen).

## Geografie
Das Quartier Härti umfasst den westlichen Teil des Wülflinger Ortskerns jenseits der Autobahn A1. Jenseits der Autobahn liegt das Quartier Lindenplatz mit dem historischen Dorfkern des ehemals selbständigen Stadtkreises. Das Quartier wird gegen Süden durch die Eulach und die Töss begrenzt. Im Süden jenseits der Flussläufe liegen die Quartiere Niederfeld (östlich) und Hardau (westlich). Die Grenze zum statistischen Quartier Taggenberg im Norden wird durch die Salomon-Hirzel-Strasse und die Haltenrebenstrasse gebildet.

## Bildung
Im Quartier gibt es zwei Kindergärten: den Kindergarten Härti nördlich der Wülflingerstrasse und den Kindergarten Wässerwiesen südlich der Wülflingerstrasse. Eine Primarschule findet sich im Schulhaus Langwiesen im Nordosten des Quartiers.
Die Sekundarstufen besuchen die Wülflinger Schüler im Sekundarschulhaus Hohfurri im Quartier Oberfeld im Osten Wülflingens. Weiterführende Schulen gibt es im Stadtzentrum.

## Verkehrsanbindung
Das Quartier wird durch die Trolleybuslinie 2 (Wülflingen – HB – Seen) erschlossen, die entlang der Wülflingerstrasse fährt und ihre Wendeschlaufe im Quartier hat. Im südlichen Teil des Quartiers verkehrt die Buslinie 7 (Bahnhof Wülflingen – HB – Elsau Melcher), die das Quartier entlang der Wässerwiesenstrasse mit zwei Haltestellen bedient. Der westlichste Teil des Quartiers jenseits der Buswendeschlaufe wird von den Regionallinien 670 (HB – Neftenbach – Berg am Irchel – Flaach), 671 (HB – Neftenbach – Hettlingen) und 674 (Pfungen – HB – Rosenberg – Seuzach) an der Busstation «Haltenreben» bedient. An den Wochenenden wird das Quartier durch die Nachtbuslinien N59 (Winterthur – Bahnhof Wülflingen) entlang der Wässerwiesenstrasse und der N67 (Winterthur – Neftenbach – Pfungen – Dättlikon) entlang der Wülflingerstrasse erschlossen.
Die Wülflingerstrasse ist die Haupterschliessungsader des Quartiers. Die Salomon-Hirzel-Strasse führt zum Autobahnanschluss Winterthur-Wülflingen an der nordöstlichen Ecke des Quartiers.

## Kultur und Freizeit
Im südlichen Teil des Quartiers liegt das Freibad Wülflingen. Die Töss bietet sich als Naherholungsgebiet an.